# Burg Stotel

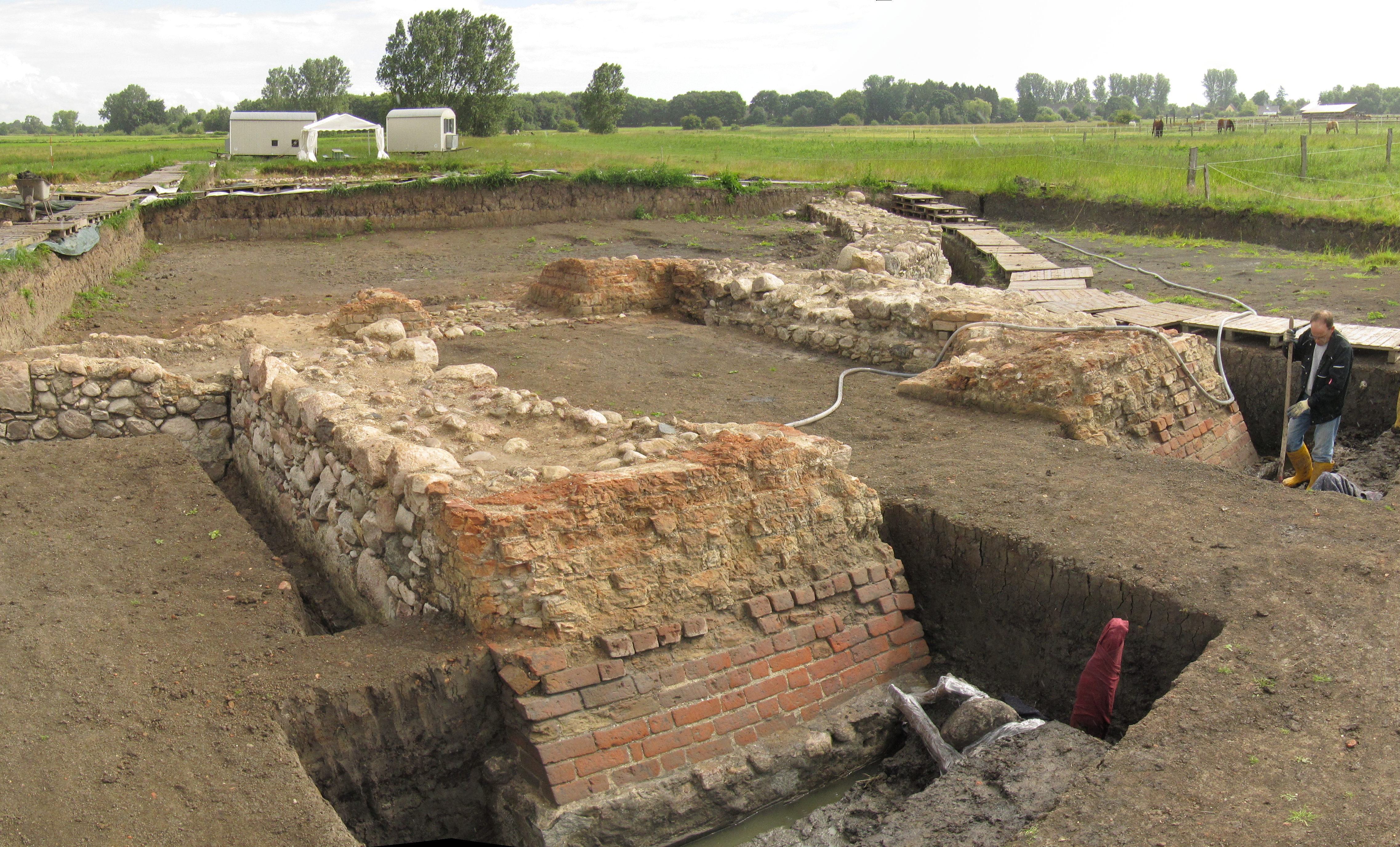
Fundament des Torgebäudes der Burg Stotel

Die Burg Stotel ist eine 2006 entdeckte Burgruine bei Stotel im niedersächsischen Landkreis Cuxhaven. Sie wird den Grafen von Stotel zugeordnet.

## Geographische Lage
Die Ruine der Niederungsburg liegt am Ostrand vom Nordteil der naturräumlichen Haupteinheit Wesermarschen. Sie befindet sich rund 170 m nordöstlich der Stoteler Dorfkirche in einer Marschweide am Südabschnitt einer ehemaligen Schleife (Alte Lune) der Lune, einem Zufluss der 7 km westlich der Ruine verlaufenden Weser; den Nordteil der einstigen Flussschleife durchfließt vor seiner Mündung in die Lune der Unterlauf des Stoteler Randgrabens. Die künstlich begradigte Lune selbst verläuft etwa 400 m nordöstlich der im Flurstück Großer Hamm auf etwa 1 m ü. NHN gelegenen Ruine.

## Geschichte

### Forschungsgeschichte
Im Jahr 2006 wurde bei Verlegearbeiten eines Stromkabels im Boden eine Mauer aus Findlingsteinen entdeckt. Archäologische Grabungsarbeiten legten im Jahr 2013 einen nahezu kreisrunden Mauerzug frei mit 1,6 m Basisbreite und etwa 1,7 m Höhe. Im Februar 2014 kam im Südteil des Mauerkreises der Fundamentbereich eines 7,65 m breiten Torbaues zutage, der außen 2,35 m und innen 1,90 m Durchgangsbreite hat. Bei der Dendrodatierung von 13 Bauhölzern konnte das älteste in den Zeitraum 1150 bis 1160, die meisten aber in einen Zeitraum von 1225 bis 1245 datiert werden.
Damit kann zumindest diese Ausbauphase der Burg dem Grafen Gerbert von Stotel (amtiert 1229–1267) zugeordnet werden, der urkundlich erstmals 1235 als comes de Stoltelbrocke und später mehrfach in der Form de Stoltenbroke vorkommt. Da de Stoltenbroke „die Stolze [Burg] im Bruch (nasses Land/Marsch)“ bedeutet, dürfte dies der Name der 1235 neu oder wieder errichteten Burg gewesen sein.
2018 wurden die Fundamentreste dauerhaft gesichert, ergänzt, teilweise rekonstruiert und der Öffentlichkeit zugänglich gemacht.

### Politische Geschichte
Nachdem Graf Rudolf von Stotel ohne männlichen Erben 1350 gestorben war, zog der Domdekan Moritz von Oldenburg, unterlegener Konkurrent (gegen Gottfried von Arnsberg) um den Posten des Bremer Erzbischofs, die Burg als erledigtes Lehen ein. Rudolfs Witwe jedoch täuschte eine Schwangerschaft vor und stellte an das Erzstift Bremen einen Anspruch auf Entschädigung. Um den begleichen zu können, verpfändete das Domkapitel die Burg zur Hälfte der Stadt Bremen. So setzten Domdekan, Kapitel und Bremer Rat 1365 einen gemeinsamen Amtmann ein. Das war der erste Versuch der Stadt Bremen, über die unmittelbare Nachbarschaft hinaus Orte und Gebiete zu kontrollieren. Als Nächstes gewann sie 1376 Kontrolle über die Burg Langwedel (ebenfalls als Pfand) und zehn Jahre später über Stadland und Butjadingen.